# لکجک (کالیفرنیا)
لکجک (به انگلیسی: Lacjac) یک منطقهٔ مسکونی در ایالات متحده آمریکا است که در شهرستان فرسنو، کالیفرنیا واقع شده‌است. لکجک ۱۰۶ متر بالاتر از سطح دریا واقع شده‌است.